# Суханов, Константин Георгиевич
Константин Георгиевич Суханов (28 февраля 1941, Москва — 19 мая 2019, Москва) — советский, российский учёный, специалист в области механики полета и процессов управления. Лауреат Государственной премии СССР (1982).

## Биография
Родился 28 февраля 1941 года в Москве. 
В 1964 году окончил МАИ им. С. Орджоникидзе. 
С 1965 года на протяжении 50 лет работал в ФГУП «НПО им. С. А. Лавочкина»,.
С 1983 года — заместитель технического руководителя Главной оперативной группы управления НПО, а затем — ее руководитель.
Кандидат технических наук (1975), академик Академии космонавтики СССР им. К. Э. Циолковского (2000), отделение 4. 
Преподаватель МАИ до 2015 года. 
Скончался 19 мая 2019 года в Москве.

## Научная деятельность
Автор более сотни научных трудов, среди которых монографии, научно-технические статьи в сборниках и журналах, доклады на международных и отечественных конференциях, авторские свидетельства на изобретения.
Внёс существенный вклад в отечественную космонавтику. Один из руководителей проектов "Вега-1" и "Вега-2", обсерватории "Радиоастрон" и других.
Член редколлегии журнала «Russian Space Bulletin». 

## Признание, награды
- Лауреат Премии Ленинского комсомола (1973) - за участие в создании системы автономной навигации КА «М-71»[5]
- Лауреат Государственной премии СССР (1982) - за цикл работ по созданию единой релятивистской теории движения внутренних планет Солнечной системы
- Орден Трудового Красного Знамени (1986) - за участие в создании и управлении полетом КА «Вега»,
- Медали СССР, России, РАН, АН им. Циолковского.

## Память
В доме-музее семьи Сухановых, где было много выдающихся людей, составивших славу России, организована выставка, в «космической» экспозиции которой собраны экспонаты о жизни К.Г. Суханова, его прадеда, деда, дяди и других выдающихся представителей этой семьи.

## Семья
- Прадед - статский советник Александр Васильевич Суханов (15 августа 1853 - 17 июля 1921), управляющий Южно-Уссурийским округом (1889 - 1916)[8]. Награжден орденами Владимира 4-й степени, Анны 2-й степени, Станислава 2-й и 3-й степеней и др.

- Дед - Константин Александрович Суханов - русский революционер, большевик, российский политический деятель, активный участник и один из руководителей революционного движения на Дальнем Востоке.

- Отец - Суханов Георгий Константинович, полковник, участник ВОВ: командир роты 81 бригады морской пехоты, командир противотанковой батареи, начальник разведки дивизиона. Участвовал в боях за Севастополь, Москву, Ленинград, Сталинград, Новороссийск, освобождал Прагу. Трижды был ранен, прошел Малую Землю, штурмовал Берлин и расписался на Рейхстаге. Награжден многими боевыми орденами и медалями[9] [10].

- Дядя - Александр Григорьевич Суханов — советский и российский учёный-астроном, доктор физико-математических наук, профессор, член Российского астрономического общества.